# Jijé
Joseph Gillain (Gedinne, 13 de enero de 1914 – 19 de junio de 1980), más conocido como Jijé, fue un historietista belga. 

## Biografía
Estudió en la escuela Saint Joseph-de-Maredsous donde aprende orfebrería, escultura y cerámica. Posteriormente estudia también pintura y Artes Decorativas en Bruselas. 
Colaboró muy pronto en la creación de ilustraciones y portadas. Sus primeros trabajos se publican en Le Croisé, con los títulos de Les Aventures de jojó, muy al estilo de Hergé y Freddy et Fred. En 1939 empieza a colaborar con la revista Spirou, dibujando la serie Trinet et Trinette y la continuación de Freddy et Fred. Un año después realiza la serie Blondi et Cirage para el semanario religioso Les Petit Belges.
En 1941, dibuja su primera serie realista para Spirou, Jean Valhardi, personaje creado por Jean Doisy, que siendo popular será la primera serie de la revista en 1943. Valhardi, es el prototipo de la época, atlético, rubio, inteligente y un gran luchador. La serie es continuada por Eddy Paape, cuando Jijé se encarga de realizar la serie Spirou, creda en 1944 por Rob-Vel. Jijé incluye en la serie el personaje Fantasio.
La serie en cambio la deja en 1946 en manos de Franquin, al desplazarse a Italia para buscar datos sobre las siguientes series que desea realizar. Estas son Don bosco, Emmanuel y Baden-Powell. Volvió a Waterloo, Bruselas y decidió crear un equipo propio de autores, compuesto por Morris, Franquin y Paape, en el que Jijé tuvo un destacado papel.
A comienzos de los 50 el grupo se traslada a Estados Unidos, recorriendo Nueva York y México durante dos años. La editorial Dupuis, les encarga a su vuelta series de Western, como el personaje Jerry Spring (1954-1967), contando con la colaboración del guionista Goscinny. En 1961, influye sobre Jean Giraud Moebius, creador del teniente Blueberry en 1963, serie con la que también colaboró.
En 1966 el guionista Jean Michel Charlier le ofrece dibujar la serie Michel Tanguy, tras dejarla Uderzo, que entonces trabajaba con su serie Asterix. En 1970 para la revista johnny realiza la serie inconclusa Le specialiste y en 1978 tras morir Hubinon se encargó de la serie de piratas Barbe Rouge.